# Усенко, Анатолий Григорьевич
Анатолий Григорьевич Усенко (22 мая 1938, Днепропетровск — 16 июня 2004, Днепропетровск) — передовик советской чёрной металлургии, вальцовщик Днепропетровского металлургического завода имени Г. И. Петровского Министерства чёрной металлургии Украинской ССР, полный кавалер Ордена Трудовой Славы (1987).

## Биография
Родился 22 мая 1938 года в Днепропетровске. Окончил обучение в школе и техническом училище № 1.
После завершения обучения в училище в 1956 году трудоустроился в сортопрокатный цех завода имени Г. И. Петровского на должность сварщика нагревательных печей. Не отрываясь от производственных обязанностей прошёл обучение в индустриальном техникуме. Окончив его, стал работать вальцовщиком горячего проката. Неоднократно становился победителем социалистического соревнования среди прокатчиков страны. В 1974 году постановлением коллегии Министерства чёрной металлургии Украинской ССР ему было присвоено звание «Лучший рабочий по специальности».
Указом Президиума Верховного Совета СССР от 21 апреля 1975 года был награждён орденом Трудовой Славы III степени.
Указом Президиума Верховного Совета СССР от 2 марта 1981 года был награждён орденом Трудовой Славы II степени.
Указом Президиума Верховного Совета СССР от 24 августа 1987 года за успехи, достигнутые в выполнении плановых заданий и социалистических обязательств в двенадцатой пятилетке по производству металлопродукции был награждён орденом Трудовой Славы I степени. Стал полным кавалером Ордена Трудовой Славы.
В дальнейшем в 1989 году вышел на заслуженный отдых. Избирался депутатом Днепропетровского городского Совета народных депутатов шести созывов (1971—1983).
Проживал в Днепропетровске. Умер 16 июня 2004 года. Похоронен на Диевском кладбище города Днепропетровск.

## Награды и звания
- Орден Трудовой Славы — I степени (24.08.1987);
- Орден Трудовой Славы — II степени (02.03.1981);
- Орден Трудовой Славы — III степени (21.04.1975).